# Коледа Артем Сергійович
Артем Сергійович Коледа (нар. 15 грудня 1981, Чернігів) — колишній український професійний футболіст, який грав на позиції воротаря, наразі є тренером воротарів у «Зоря» (Луганськ).

## Біографія

### Кар'єра
Артем Коледа розпочав свою кар'єру в «Дніпрі» (Черкаси) у 1999 році. У 2001 році він підписав контракт з «Кристалом» (Херсон), після чого почав кар'єру в кількох командах нижчого рівня в Україні, включаючи кілька виступів у «Десні» (Чернігів). 2012 року він завершив кар'єру гравця в «Зірці» (Кропивницький).

### У відставці
У червні 2012 року став тренером воротарів «Зірки» (Кропивницький)  З 2019 року займає посаду тренера воротарів у футбольному клубі Зоря Луганськ.

## Нагороди
«Арсенал-Київщина» (Біла Церква):
- Друге місце в Другій лізі України: 2008/09

«Десна» (Чернігів):
- Друге місце в Другій лізі України: 2003/04
- Бронзовий призер чемпіонату України з футболу серед команд Прем'єр-ліги сезону 2022/23 у складі футбольного клубу Зоря (Луганськ)